# Bernecei-patak
A Bernecei-patak a Börzsönyben ered, a Duna-Ipoly Nemzeti Park-ban, Nógrád vármegyében, mintegy 500 méteres tengerszint feletti magasságban. A patak forrásától kezdve északnyugati irányban halad, majd eléri a Kemence település nevét is adó Kemence-patakot Bernecebarátinál, hogy utóbbinak adja nevét.
A patakba a Kalakocs-patak torkollik a Börzsönyben, mintegy 235 méter magasságban, és az Oszlopó-patak, valamivel feljebb.